# Guglielmo Marconi
Markies Guglielmo Giovanni Maria Marconi (Bologna, 25 april 1874 – Rome, 20 juli 1937) was een Italiaans natuurkundige, uitvinder en ondernemer.
Marconi is vooral bekend door zijn uitvinding van de draadloze telegrafie in 1896. Hiermee staat hij in de westerse wereld bekend als uitvinder van de radio. In Rusland en het voormalige Oostblok is Aleksandr Popov bekender en in Frankrijk Édouard Branly. Allen bouwden omstreeks dezelfde tijd voort op het werk van Heinrich Hertz. Marconi baseerde zijn werk bovendien op dat van Heinrich Hertz en Nikola Tesla.

## Biografie
Marconi was de tweede en jongste zoon van de Italiaanse landeigenaar Giuseppe Marconi (1823-1904) en de uit Ierland afkomstige Annie Jameson (1840-1920), kleindochter van de oprichter van de Jameson Whiskey distilleerderij. De 17 jaar jongere Annie was Giuseppe's tweede vrouw. Guglielmo groeide op op Villa Griffone, het landgoed van zijn vader dat op een berg was gebouwd en uitkeek op het dorpje Pontecchio.

### Jeugd
Zijn eerste onderricht kreeg hij thuis van een privé-leraar, maar Guglielmo was geen gemakkelijke leerling. Hij vond schoolwerk puur tijdverlies en spijbelde vaak om zich bezig te houden met dingen die hijzelf veel interessanter vond. Op zijn twaalfde kwam hij terecht op het Istituto Cavellero in Florence en maakte hij kennis met het echte schoolleven – iets dat hem nog minder beviel. Voortgezet onderwijs was voor hem een ramp, ook omdat hij geplaagd werd vanwege zijn slechte Italiaans met Iers/Engels accent.
Van kinds af aan bracht hij de winters met zijn moeder en zijn negen jaar oudere broer door in Livorno. Daar woonde Annies zuster met haar vier dochters en die waren goed bevriend met Guglielmo en Alfonso. Met name op zijn jongste nichtje Daisy was hij erg gesteld. Livorno was ook de havenstad waar de Italiaanse zeemacht haar zeevaartschool had, de Regia Marina. Guglielmo's vader, Giuseppe, zag wel wat in een loopbaan van zijn zoon bij de marine. Hoewel hij zeer zuinig met geld omsprong, kocht hij zelfs een zeilboot voor hem die hij hem met meesterlijke hand leerde besturen. De droom van zijn vader werd ruw verstoord toen Guglielmo werd afgewezen voor de marine-academie: hij slaagde gewoon niet voor zijn toelatingsexamen.
Op zijn dertiende kwam hij – als tweede keus – terecht op het Technisch Instituut van Livorno, waar hij ingewijd werd in de geheimen van de natuur- en scheikunde. Hier vond Marconi wat hij zocht. Daarnaast zorgde zijn moeder ervoor dat hij privé-les kreeg van professor Vincenzo Rosa, een natuurkundeleraar aan het Liceo Niccolini, die hem de wonderen van elektriciteit liet zien.
Ondanks zijn bijles slaagde Marconi niet voor het toelatingsexamen aan de universiteit van Bologna. Zijn moeder vroeg vervolgens aan de buurman en een goede vriend van de Marconi's, Augusto Righi – die hoogleraar natuurkunde was aan de universiteit – of die haar jongen wilde helpen met zijn verdere opleiding. Righi gaf Marconi toestemming om zijn lessen te volgen, hij liet hem gebruikmaken van zijn laboratorium en verschafte hem toegang tot de universitaire bibliotheek. Via Righi, die onderzoek deed naar radiogolven, kwam Marconi in aanraking met de werken van Maxwell, Hertz, Lodge en anderen.

### Draadloze telegrafie
Marconi begon rond 1890 op de zolder van Villa Griffone te experimenteren met radiogolven. Na vele pogingen slaagde hij erin om met zelfgebouwde toestellen signalen draadloos te versturen over een afstand van anderhalve mijl (2400 meter). Hierbij maakte hij onder andere gebruik van een vonkgenerator, een verbeterde versie van de coherer (een apparaat om radiogolven waar te nemen) van Branly en zijn eigen uitvinding: de radioantenne.
Omdat de Italiaanse regering geen belangstelling toonde voor zijn werk, emigreerde hij in 1896 naar Groot-Brittannië, waarbij hij zijn apparatuur meenam. Via zijn neef Henry Jameson-Davis en A. A. Campbell Swinton werd hij voorgesteld aan William Henry Preece, hoofdingenieur van de British Post Office (de Britse PTT). Met steun van Preece en zijn neef verkreeg Marconi later dat jaar (2 juni 1896) 's werelds eerste octrooi voor zijn draadloze telegrafiesysteem.
Voor een officiële delegatie van de Britse posterijen en het leger demonstreerde hij zijn systeem met succes in Londen, op Salisbury Plain, en door het overbrengen van een signaal over een 15 km brede zeearm, het Kanaal van Bristol. Hij kon gebruikmaken van het zakelijke netwerk van zijn moeders familie, wat in juli 1896 leidde tot de oprichting van de Wireless Telegraph & Signal Company Ltd. (een directe voorloper van het concern The Marconi Company, dat eind 20ste eeuw opging in BAE Systems).
Zijn uitvinding verkreeg de steun van invloedrijke bewonderaars, onder wie de Britse koningin Victoria. Van dan af kon deze berichten versturen tussen haar residentie op het eiland Wight en de Prins van Wales, die voer op het koninklijke jacht.

### Trans-Atlantisch
Met toestemming van de Franse regering werd bij Wimereux een zendstation geplaatst, waarna onder Marconi's leiding op 27 maart 1899 de eerste radioberichten werden verzonden tussen Engeland en Frankrijk over het Kanaal. Hij richtte permanente draadloze stations op in de vuurtoren bij The Needles (een rotsformatie op het eiland Wight), bij Bournemouth en later in het Haven Hotel in Poole, Dorset. In april 1900 verkreeg hij het beroemde patentnummer 7777 op zijn afgestemde telegraafzender ("tuned or syntonic telegraphy").
Hoewel nu duidelijk was dat Marconi's systeem werkte, dacht men dat door de kromming van de aarde de draagwijdte van radiogolven maximaal 300 km zou zijn. Op 12 december 1901 bewees Marconi dat radiogolven zich tot over de horizon voortplanten. Hij gebruikte zijn systeem door als eerste draadloze morsesignalen te zenden over de Atlantische Oceaan; van Poldhu in Cornwall naar St. John's op Newfoundland, een afstand van circa 3200 kilometer. Later verklaarde Marconi in een verslag aan de BBC hoe hij deze historische gebeurtenis destijds ervaren had:
Plotseling, om half een, klonk er een harde klik van de tikker op de coherer, wat aangaf dat er iets stond te gebeuren. Ik luisterde vol spanning. Vlak daarna hoorde ik drie tikken die overeenkwamen met drie stippen. De elektrische signalen die vanuit Cornwall waren overgeseind hadden de Atlantische Oceaan overbrugd! Ze hadden zich niets aangetrokken van de ronde vorm van de aarde waardoor volgens velen het overseinen onmogelijk zou zijn en hadden mijn ontvanger in Newfoundland bereikt.
Deze doorbraak in intercontinentale telecommunicatie maakte Marconi nog beroemder dan hij al was. Toch zou het tot 18 januari 1903 duren eer hij een volledig radiotelegram kon versturen – een felicitatie in morse van de Amerikaanse president Theodore Roosevelt aan koning Eduard VII van het Verenigd Koninkrijk. Enkele uren later volgde het antwoord in de andere richting.
In 1943 oordeelde het Amerikaanse Hooggerechtshof (vlak na het overlijden van Nikola Tesla) dat Marconi's eerste draadloze trans-Atlantische radiocontact tot stand kwam met de uitvindingen van Tesla (De Ingenieur, nummer 7, juli 2015). Waarna de patenten van Marconi ongeldig werden verklaard en aan de toen al overleden Tesla gegeven.

### Latere werk
Tussen 1902 en 1912 patenteerde hij diverse nieuwe uitvindingen. In 1902, tijdens een reis aan boord van het SS Philadelphia, een Amerikaans lijnschip, ontdekte hij dat radiogolven 's nachts over een veel grotere afstand ontvangen werden dan overdag. Dit daglicht-effect zou later leiden tot de ontdekking van de ionosfeer. In hetzelfde jaar patenteerde hij ook zijn magnetische detector, die voor vele jaren de standaard werd als draadloze ontvanger.
De horizontale ontvanger patenteerde hij in 1905 en in 1912 patenteerde hij een tijdsgereguleerde vonkgenerator waarmee een meer constante draaggolf opgewekt kon worden.
In september 1913 kreeg Marconi samen met zijn vrouw Bea in Italië een ernstig auto-ongeluk, waarbij hij zijn rechteroog verloor. Ondanks zijn visuele handicap werd hij in 1914 luitenant in het Italiaanse leger, later bevorderd tot kapitein, en in 1916 werd hij overgeplaatst naar de marine met de rang van kapitein-luitenant. Hij was lid van de Italiaanse Regeringsmissie naar de Verenigde Staten in 1917 en werd na de oorlog, in 1919, aangesteld als gevolmachtigd delegatielid bij de Vredesconferentie van Parijs. Hij tekende de verdragen met Oostenrijk en Bulgarije voor de Italiaanse overheid. Na de oorlog kocht hij een luxueus jacht, dat hij Elettra doopte en dat daarna zijn nieuwe thuis werd.
Tijdens zijn diensttijd was hij verdergegaan met zijn onderzoek van de korte golven die hij ook bij zijn eerste experimenten had gebruikt. Als erkenning voor zijn militaire dienst werd hij in 1919 beloond met de Italiaanse Militaire Medaille.

## Persoonlijk

### Familie
Op 16 maart 1905 trad Marconi in het huwelijk met Beatrice O'Brien (1882-1976), dochter van Edward Donough O'Brien, 14de baron Inchiquin. Hij scheidde van haar in 1924 en het huwelijk werd ook nietig verklaard door de Katholieke Kerk. De nietigheid werd bewezen door de gezworen getuigenis van Marconi, Beatrice O’Brien, een protestante, en vele getuigen. De oorzaak van nietigheid in het eerste huwelijk was niet dat het plaatsvond in een anglicaanse kerk, maar dat ze waren overeengekomen om getrouwd te zijn zolang ze bij elkaar wilden blijven. Wat ze echter niet wisten was dat de tijdelijke aard van zo’n huwelijkscontract geen geldig christelijk huwelijk uitmaakt.
Op 15 juni 1927 trouwde hij met gravin Maria Cristina Bezzi-Scali (1900-1994); Mussolini trad op als getuige. Hij had een zoon Giulio (1910-1971) en twee dochters Degna (1908-1998) en Gioia (1916-1996) bij zijn eerste vrouw en een dochter Elettra (1930) bij zijn tweede vrouw. Daarnaast had hij een broer, Alfonso, en een halfbroer, Luigi, uit een eerder huwelijk van zijn vader.

### Fascisme
Hoewel Marconi al sinds 1923 aanhanger was van het fascisme, was het pas na zijn huwelijk met Cristina dat hij echt actief werd. In 1930 werd hij door Benito Mussolini benoemd tot president van de Accademia d'Italia (Italiaanse academie). Dit zorgde ervoor dat Marconi automatisch lid werd van het Gran Consiglio del Fascismo (Fascistische Grote Raad), een feit dat voor hem geen enkel probleem was. Integendeel, hij voerde pro-fascistische redevoeringen op de radio en schreef propaganda-artikelen in kranten.
Toen Italiaanse troepen in 1935 Ethiopië binnenvielen (Tweede Italiaans-Ethiopische Oorlog) en het land annexeerden, resulteerde dit in een wereldwijde veroordeling van Italië. Marconi voerde vele radiotoespraken waarin hij de aanval goedpraatte, maar de BBC – de omroep die hij mede had gecreëerd – deed hem in de ban.
De val van Mussolini en de ondergang van het fascisme maakte Marconi niet meer mee. Als gevolg van hartfalen overleed hij in 1937 op 63-jarige leeftijd. Van Mussolini kreeg hij een staatsbegrafenis. Volgens zijn wens werd hij begraven in zijn geboorteplaats Bologna. Als eerbetoon hielden alle radiostations over de hele wereld twee minuten stilte.

## Erfenis

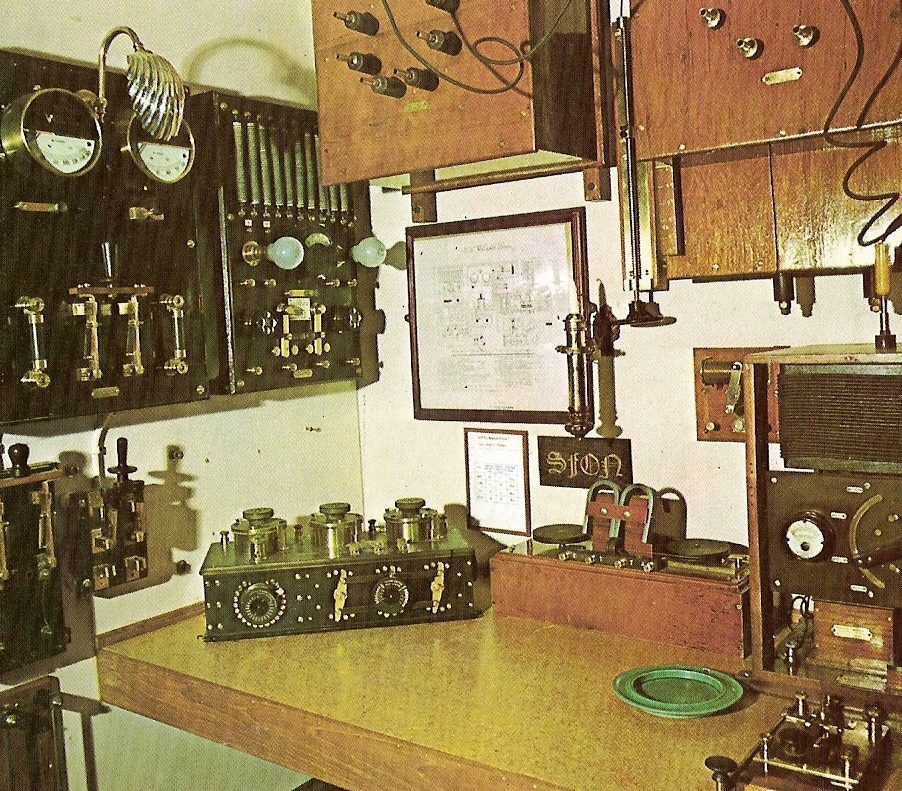
Opstelling van een radiostation

Marconi was niet zozeer een man van de wetenschap maar veel meer een geestdriftig amateur die erin slaagde veel meer praktische toepassingen te vinden dan gerenommeerde wetenschappelijke onderzoekers. Hij zag het commerciële belang van zijn uitvinding goed in en heeft een bloeiend bedrijf opgezet, gebaseerd op de wens om een wereldmonopolie op te bouwen. De radio heeft deze bikkelharde zakenman nooit losgelaten.
Hoewel zijn uitvinding in eerste instantie bedoeld was ter vervanging van de bestaande telegraafverbindingen, bleek zijn draadloze telegrafiesysteem bijzonder geschikt te zijn als communicatiemiddel op schepen en dan vooral in geval van nood. Toen in 1909 een lijnboot op volle zee in dichte mist in aanvaring kwam met een ander schip, wist de radio-operator aan boord een noodsignaal uit te sturen. Deze noodkreet werd op de wal opgevangen en via een snelle reddingsoperatie werden 1700 mensen gered van de verdrinkingsdood.
Ook bij de ondergang van de Titanic in 1912 werd nogmaals de noodzaak aangetoond van goede radioverbindingen op zee. 703 schipbreukelingen dankten hun leven aan het feit dat de noodoproep van de Titanic – uitgezonden door apparatuur van Marconi – werd opgevangen door de RMS Carpathia. Direct gevolg van deze ramp was dat radioapparatuur verplicht werd gesteld op alle schepen.
Nadat hij zich uit zijn werk had teruggetrokken heeft hij op zijn jacht Elettra nog vaak geëxperimenteerd met nieuwe communicatieapparatuur. In het bijzonder korte- en ultrakorte golven hadden zijn interesse. Hierbij ontdekte hij dat hij de uitgezonden golven kon richten door achter de antenne een gebogen, metalen scherm te plaatsen. Dankzij de uitvinding van de radiobuis (Fleming, 1904) en de versterkerbuis (De Forest, 1906) konden steeds sterkere en betere radiozenders en -ontvangers gebouwd worden, die zorgden voor een grote vooruitgang in de radiotechnologie.
Marconi raakte verwikkeld in een conflict over patenten, onder andere met Nikola Tesla, die claimde dat Marconi zeventien van zijn patenten had geschonden. In 1943 leidde dit ertoe dat het Amerikaanse Hooggerechtshof de meeste van Marconi's patenten ongeldig verklaarde.

## Onderscheidingen

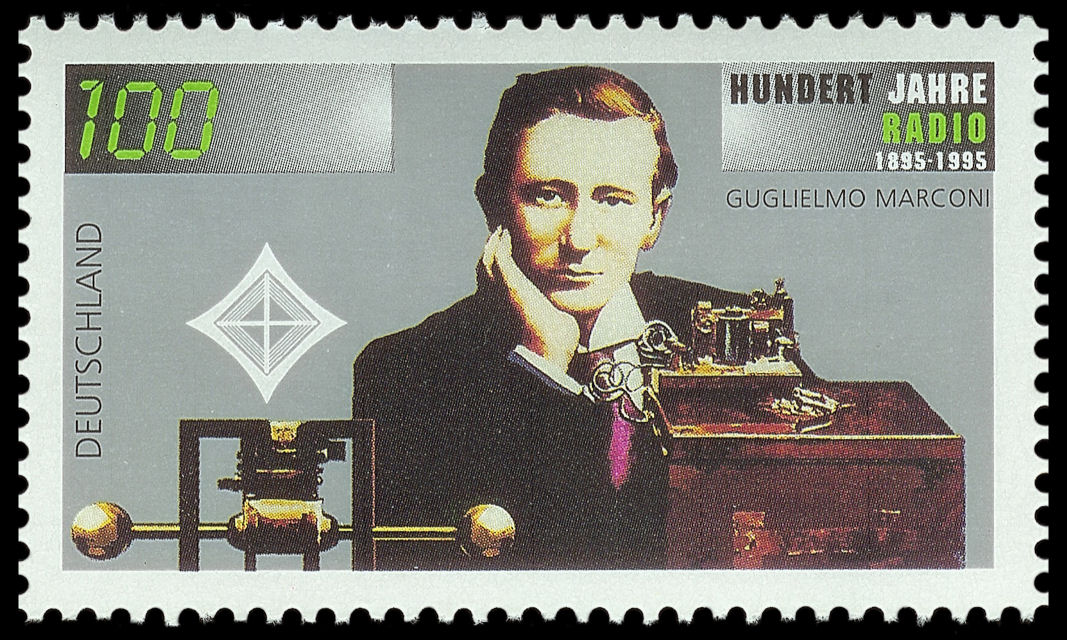
Duitse postzegel (1995)

Marconi ontving voor zijn baanbrekende werk eredoctoraten van verscheidene universiteiten en vele internationale onderscheidingen en prijzen. Hieronder valt vooral de Nobelprijs voor de Natuurkunde, die hij in 1909 deelde met de Duitse professor Karl Ferdinand Braun, te vermelden. Verder kreeg hij de Matteucci Medal (1901), de Albert Medal (1914) van de Royal Society of Arts, de IEEE Medal of Honor (1920), de John Fritz Medal (1923) en de Kelvin Medal.
Hij werd door de tsaar van Rusland gedecoreerd met de Orde van Sint-Anna. De koning van Italië kende hem in 1902 het Grootkruis in de Orde van de Italiaanse Kroon toe. Marconi werd daarnaast ereburger van Rome (1903) en ridder in de Orde van Savoye (1905). Veel ander eerbetoon volgde.
In 1914 werd hij lid van de Italiaanse senaat (Senato del Regno) en in Engeland benoemd tot Honorary Knight Grand Cross van de Koninklijke Orde van Victoria. Door koning Victor Emanuel III werd hij in 1929 in de adelstand verheven en kreeg hij de erfelijke titel van Markies.

## Trivia
- In Eindhoven ligt in het stadsdeel Woensel de Marconilaan.
- De luchthaven van Bologna is genoemd naar Guglielmo Marconi.
- In Rotterdam-Delfshaven ligt het Marconiplein, genoemd naar Guglielmo Marconi.
- In de VRT-gebouwen in Brussel is een radio/evenementenstudio die de Marconi-studio heet.
- Sinds 1996 wordt in Nederland jaarlijks de Marconi Award uitgereikt aan makers van radioprogramma's.